# Dornier Do P
Die Dornier Do P war ein in Deutschland bei dem Flugzeughersteller Dornier Metallbauten (DMB) in Friedrichshafen unter der Tarnbezeichnung Nachtfrachtflugzeug als Einzelstück gebauter viermotoriger schwerer Bomber. Er entstand im Zuge der geheimen Wiederaufrüstung der Reichswehr auf Grund einer Ausschreibung des Heereswaffenamts. Den entsprechenden Auftrag erteilte das Reichsverkehrsministerium am 20. März 1929 an Dornier. Der dafür zur Verfügung gestellte Betrag war aber vorerst aus Haushaltsgründen auf 1.000.000 RM begrenzt. Obwohl dieses Vorgehen gegen den Vertrag von Versailles verstieß, der dem Deutschen Reich unter anderem den Aufbau einer Luftwaffe untersagte, wurde es geduldet und sogar weitgehend unterstützt.

## Großnachtbomber
Die technischen Grundlagen für die Do P waren die vom fliegertechnischen Entwicklungsreferat (WaPrw 6F) erstellten Anforderungen für einen viermotorigen Großnachtbomber (Tarnbezeichnung „Gronabo“). Geplant war ein freitragender unverspannter Eindecker mit vier Motoren. Er sollte 215 km/h und eine Dienstgipfelhöhe von 5000 m erreichen. Das Projekt bezeugt, dass sich die Reichswehr mit den Gedanken Giulio Douhets beschäftigte.

## Die Entstehung
Die Bezeichnung Do P war bei Dornier bereits zu Anfang der 1920er Jahre, und zwar nachträglich, den 16 Kleinverkehrsflugzeugen zugeteilt worden, die unter den Namen Komet I, II und III bekannt geworden waren. Aus heute nicht mehr zu ermittelnden Gründen erhielt der neue Entwurf wieder die Bezeichnung Do P. 
Die Forderungen der Reichswehr für das Flugzeug waren bereits in einer Notiz vom Januar 1926 festgelegt worden. Im März 1929 erteilte das Reichsverkehrsministerium (RMV) der Dornier Metallbauten GmbH (DMB) den Auftrag zur Entwicklung eines viermotorigen „Nacht-Frachtflugzeugs“. Der Bau der Do P Sil begann im Juli 1929 in Manzell, einem Ortsteil von Friedrichshafen. Als Werknummer wurde 180 festgelegt. Der Erstflug am 31. März 1930 und die weitere Flugerprobung fanden auf dem Werksflugplatz Friedrichshafen-Löwental statt. Erst zum Einbau und zur Erprobung der militärischen Ausrüstung wurde das Flugzeug in das Werk Altenrhein der AG für Dornier-Flugzeuge auf der Schweizer Seite des Bodensees gebracht. 
Nach Beendigung des Umbaus, am 24. November 1930, erhielt es dort vom Eidgenössischen Luftamt die Zulassung als CH 302. Als Eigentümer wurde die Firma Aero Metall AG in Zürich eingetragen, die ebenfalls Claude Dornier gehörte. Nach Beendigung der Erprobung wurde in Altenrhein die militärische Ausrüstung wieder ausgebaut. Gleichzeitig erhielt das Flugzeug zur Verbesserung der Längsstabilität zwischen den beiden Seitenflossen eine zusätzliche Höhenflosse eingebaut. Zunächst ging es dann wieder nach Löwental und schließlich nach Berlin-Staaken zur dortigen Erprobungsstelle. Bereits am 20. März 1931 hatte die DVL das Flugzeug für den Reichsverband der Deutschen Luftfahrt-Industrie (RDL, später RDLI) übernommen, das nun als Do P Sil mit dem Kennzeichen D-1982, wie seinerzeit bestellt, als Nachtfrachtflugzeug eingetragen war. Der RDL betrieb damals, als getarnte militärische Einrichtungen, nicht nur die Erprobungsstelle Staaken, sondern auch Rechlin, Travemünde, Albatros Johannisthal und vor allem Lipezk in Russland. Über das Bestehen dieser Einrichtungen hatte der Journalist Walter Kreiser einen Artikel geschrieben, den Carl von Ossietzky in seiner Zeitschrift Weltbühne veröffentlichte. Die Folge war die Verurteilung beider wegen Verrats militärischer Geheimnisse. Lipezk hatte Kreiser allerdings nicht erwähnt, sein Wissen darüber aber angedeutet. Dorthin kam das Flugzeug im Sommer 1932 zur technisch-taktischen Erprobung auch wirklich. Unter anderem diente es mit den wieder eingebauten, mit der neuen Drehkranzlafette D 30 ausgestatteten Waffenständen zur Erprobung des ebenfalls neu entwickelten MG 15. Bei der Auflösung von Lipezk im Oktober 1933 wurde die Do P den Sowjets als „Geschenk“ überlassen. Ihr weiteres Schicksal ist unbekannt.

## Beschreibung
Die Do P war ein Schulterdecker in Ganzmetallbauweise, teilweise stoffbespannt. Das dreiteilige und dreiholmige Tragwerk von rechteckigem Grundriss mit gut abgerundeten Enden entsprach weitgehend dem vorhandenen des Superwal, hatte aber eine etwas vergrößerte Spannweite. Es war auf jeder Seite mit zwei parallelen Streben gegen die Rumpfunterseite abgestützt. Die vier Neun-Zylinder-Sternmotoren Siemens Jupiter VI 6,3 waren jeweils in Tandemanordnung in zwei abnehmbaren Triebwerksgondeln auf dem Flügelmittelstück eingebaut, mit entsprechenden Vierblatt-Zug- bzw. Druckpropellern eigener Herstellung. Der für sechs Mann Besatzung ausgelegte Rumpf mit rechteckigem Querschnitt war mit ebenen Blechfeldern beplankt, die in der damaligen, für Dornier typischen Weise durch in Längsrichtung außen aufgenietete Hutprofile versteift waren. Im Bug war der Platz des Beobachters und gleichzeitig Bombenschützen, der auch je ein Abwehr-MG nach oben und unten zu bedienen hatte. Der offene Führerraum mit zwei Sitzen nebeneinander und mit Doppelsteuerung ging nach hinten über in den zweigeteilten Bombenraum mit Magazinen für kleinere Bomben. Größere mussten an Außenstationen unter dem Rumpf aufgehängt werden. Es folgte der hintere Schützenraum, in dem je ein MG-Stand oben und unten eingebaut waren. Ein weiterer befand sich im Heck. Er war, wenn während des Fluges besetzt, die Ursache der mangelnden Längsstabilität, welche den Einbau der zweiten Höhenflosse erforderte. Alle Ruder hatten zur Verringerung der Steuerkräfte außen sitzende, durch Gestänge mit den Rudern verbundene Hilfsruder. Das feste, z. T. verkleidete Fahrwerk war mit zwei V-Lenkern am Rumpf angelenkt und hatte Federstreben zu den Flügeln hin. Am Heck war ein gefedertes, geschlepptes und nach jeder Seite um 90° schwenkbares Spornrad eingebaut.

## Technische Daten
| Kenngröße                  | Daten                                      |
| -------------------------- | ------------------------------------------ |
| Besatzung                  | 6                                          |
| Länge                      | 23,40 m                                    |
| Höhe                       | 7,30 m                                     |
| Spannweite                 | 30,00 m                                    |
| Flügelfläche               | 152,60 m²                                  |
| Rüstmasse                  | 8.000 kg                                   |
| Zuladung                   | 4.000 kg                                   |
| Startmasse                 | 12.000 kg                                  |
| Antrieb                    | vier Sternmotoren Siemens Jupiter VI 6,3 U |
| Startleistung Nennleistung | je 530 PS (390 kW) je 470 PS (346 kW)      |
| Höchstgeschwindigkeit      | 210 km/h in Bodennähe                      |
| Steigzeit                  | 13,2 min auf 2.000 m Höhe                  |
| Dienstgipfelhöhe           | 3.500 m                                    |
| Reichweite                 | 1.000 km                                   |